# De verstandige kock of sorghvuldige huyshoudster

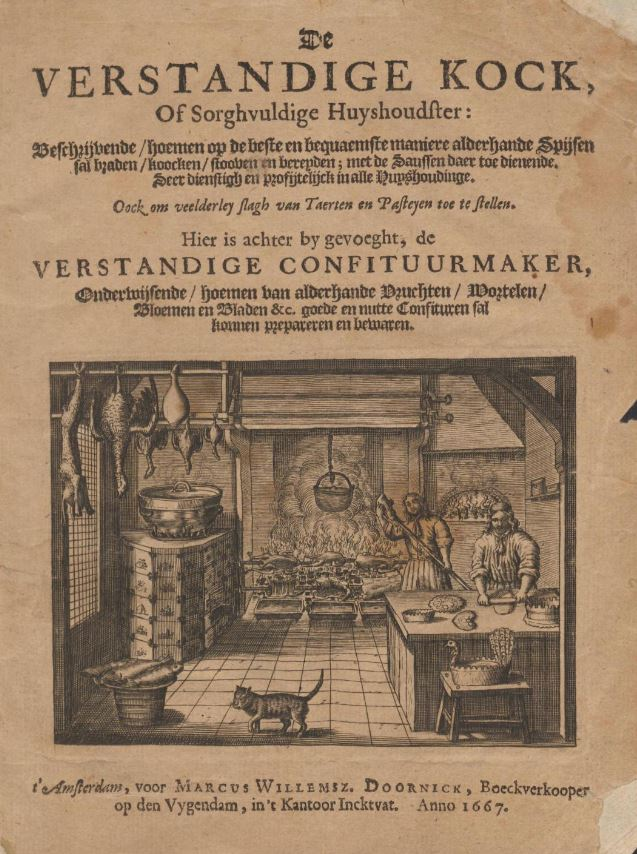
De verstandige kock of sorghvuldige huyshoudster (1667)

De verstandige kock of sorghvuldige huyshoudster is een in 1667 verschenen Nederlandstalig kookboek voor de elite. Het wordt beschouwd als het enige Noord-Nederlandse kookboek uit de Gouden eeuw. Eerder verschenen enkele vertaalde kookboeken, en in het Zuiden van de Nederlanden was reeds in 1514 het eerste Nederlandstalige kookboek verschenen: Een notabel boecxken van cokeryen. In 2006 verscheen een door Marleen Willebrands gemoderniseerde versie.
De volledige titel luidt De verstandige kock, of Sorghvuldige huyshoudster: beschrijvende, hoemen op de beste en bequaemste maniere alderhande spijsen sal braden, koocken, stooven en bereyden; met de saussen daer toe dienende. Seer dienstigh en profijtelijck in alle huyshoudinge. Oock om veelderley slagh van taerten en pasteyen toe te stellen. Hier is achter by gevoeght, de Verstandige confituurmaker, onderwijsende, hoemen van alderhande vruchten, wortelen, bloemen en bladen &c. goede en nutte confituren sal konnen prepareren en bewaren). Het boek verscheen anoniem.

## Uitgaven
De verstandige kock werd voor de eerste keer uitgegeven in 1667. Het was daarmee het enige Nederlandstalige kookboek dat in de zeventiende eeuw in de Republiek der Zeven Verenigde Nederlanden werd uitgegeven. De verstandige kock verscheen een aantal malen als zelfstandige uitgave, maar kende vooral succes als (laatste) onderdeel van een groter werk, Het vermakelijck landtleven. Het vermakelijck landtleven is onderverdeeld in drie hoofddelen: Den Nederlandtsen hovenier (door Jan van der Groen), Den verstandigen hovenier (door Petrus Nylandt) en Den ervaren huyshouder of Medicyn-winckel ook van de hand van Nylandt. Ook dit laatste onderdeel, Den ervaren huyshouder, bestond in de oorspronkelijke uitgave zelf weer uit drie delen: Den ervaren huyshouder, Den naerstigen byen-houder en De verstandige kock of sorghvuldige huyshoudster met diverse recepten voor groente-, vlees- en visgerechten, gebakken en gekookte gerechten, taarten, pasteien en sauzen. 
Bij de tweede uitgave van De verstandige kock in 1668 werden aan De verstandige kock twee nieuwe onderdelen toegevoegd: De Hollandtse slachttydt (met informatie over het slachten van dieren, het conserveren van vlees en het maken van worsten) en De verstandige confituurmaker met recepten voor het maken van confituren.

## Recepten
Niet alle recepten in het boek zijn origineel. Verschillende recepten zijn ontleend aan het Cocboeck van de Vlaming Carolus Battus uit 1593 en zijn Secreetboeck uit 1600.
De recepten uit de Verstandige kock waren vooral gericht op de rijke (Amsterdamse) stedelingen die in de zomermaanden hun toevlucht zochten in buitenplaatsen langs de Vecht en de Amstel of in de Watergraafsmeer en de Beemster. De recepten namen als basis de groenten en vruchten die in de moestuinen van deze buitenplaatsen werd verbouwd of het wild en andere dieren die op de landgoederen werden geschoten of gevangen. Er stonden echter ook recepten in met geïmporteerde producten, zoals olijfolie en citroenen. 
De recepten in het boek geven wel de te gebruiken ingrediënten aan, maar niet de hoeveelheden.